# Иерусалим-Малха
Иерусалим — Малха (ивр. תחנת הרכבת ירושלים מלחה‎) — главная железнодорожная станция Иерусалима в Израиле. Расположена на юге города, в районе Малха.

## История
Станция была открыта в 2005 году. Заменила собой старую станцию, располагавшуюся в центре города. Расположена гораздо дальше от центра, чем станция Ицхак Навон. Существует проект их соединения. 
Станция перестала использоваться во время эпидемии ковида и была закрыта для экономии средств в 2020 году.

## Галерея

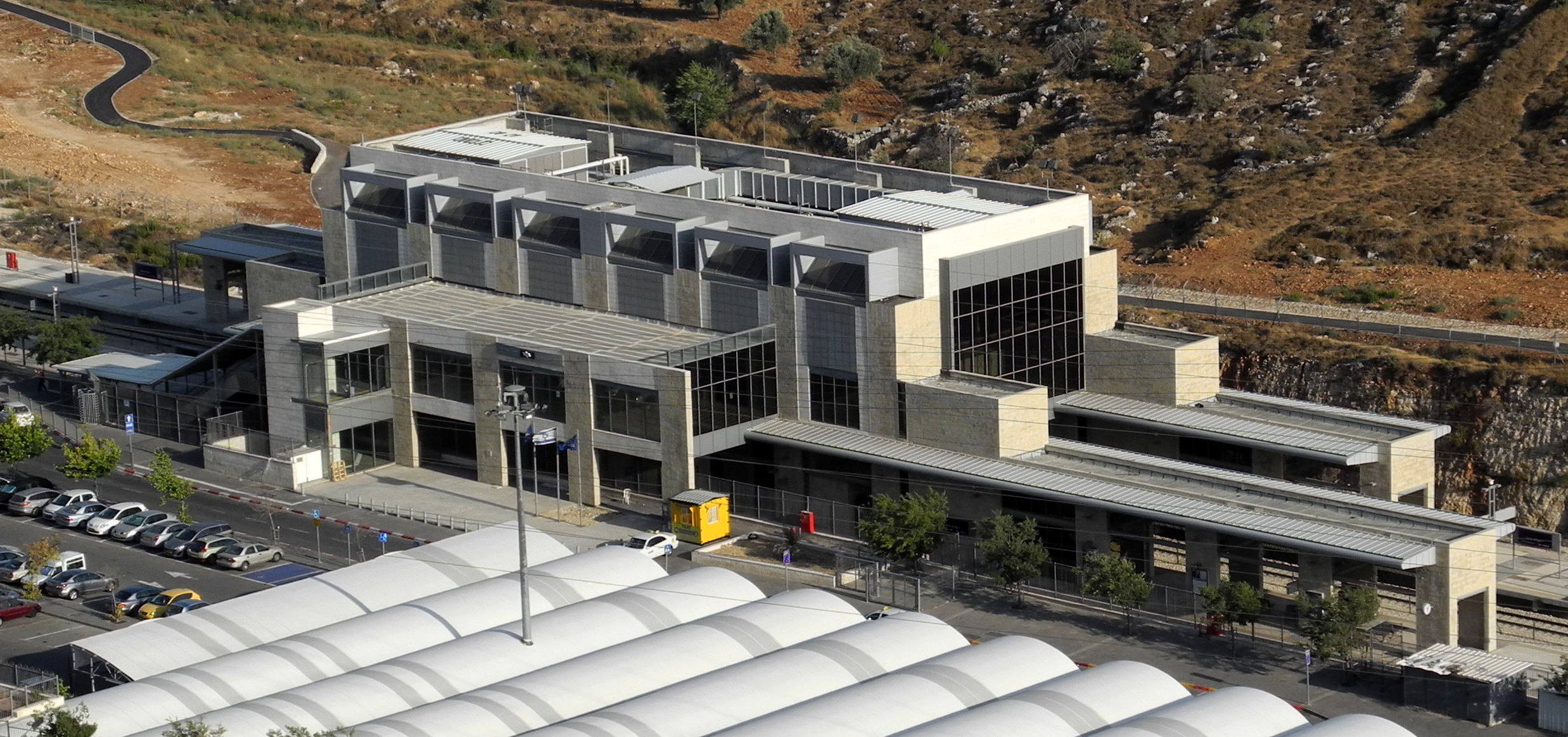
Вид на здание вокзала.
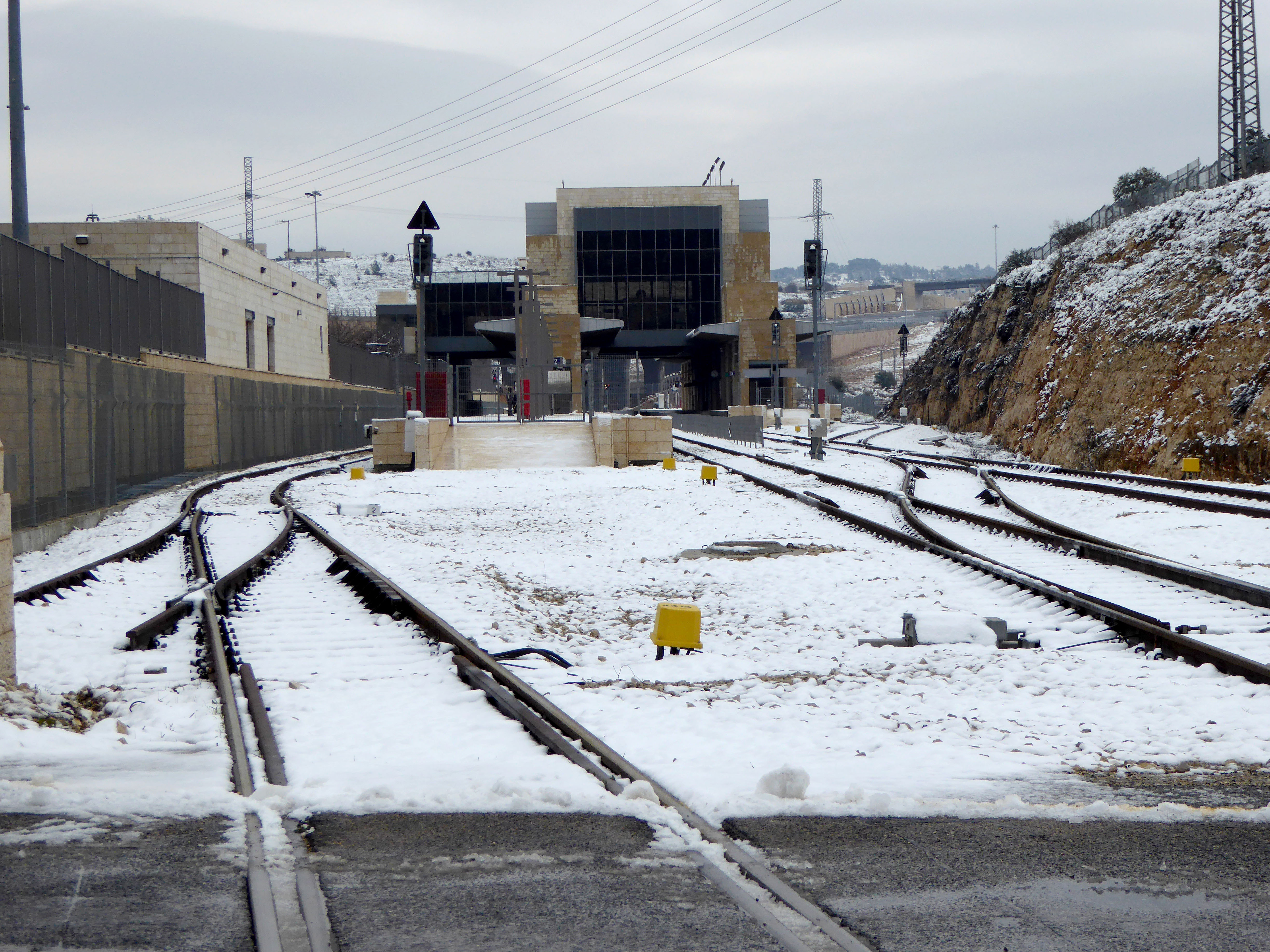
Станция в снегу.
Схема путевого развития станции.
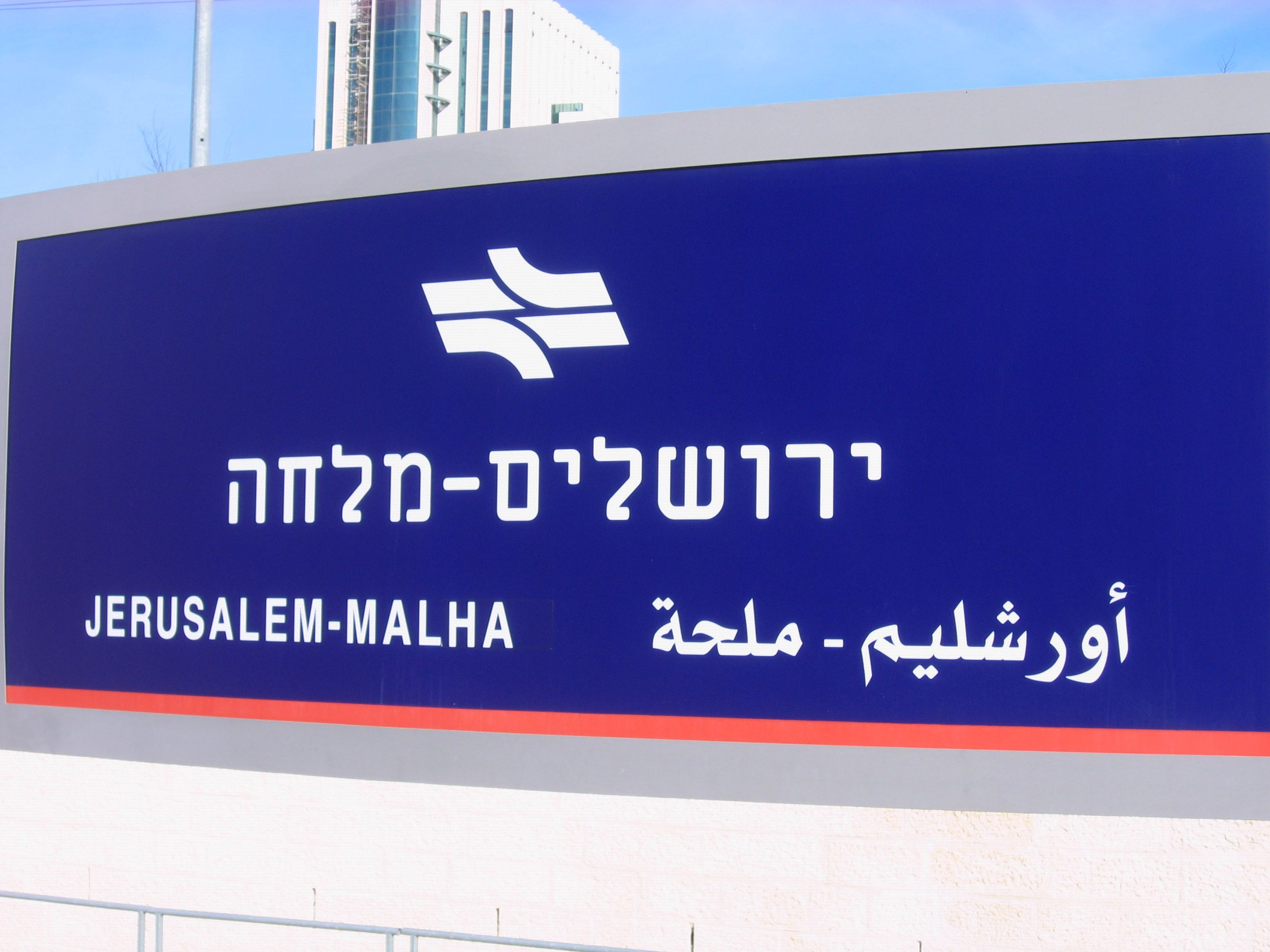
Табличка с названием станции.
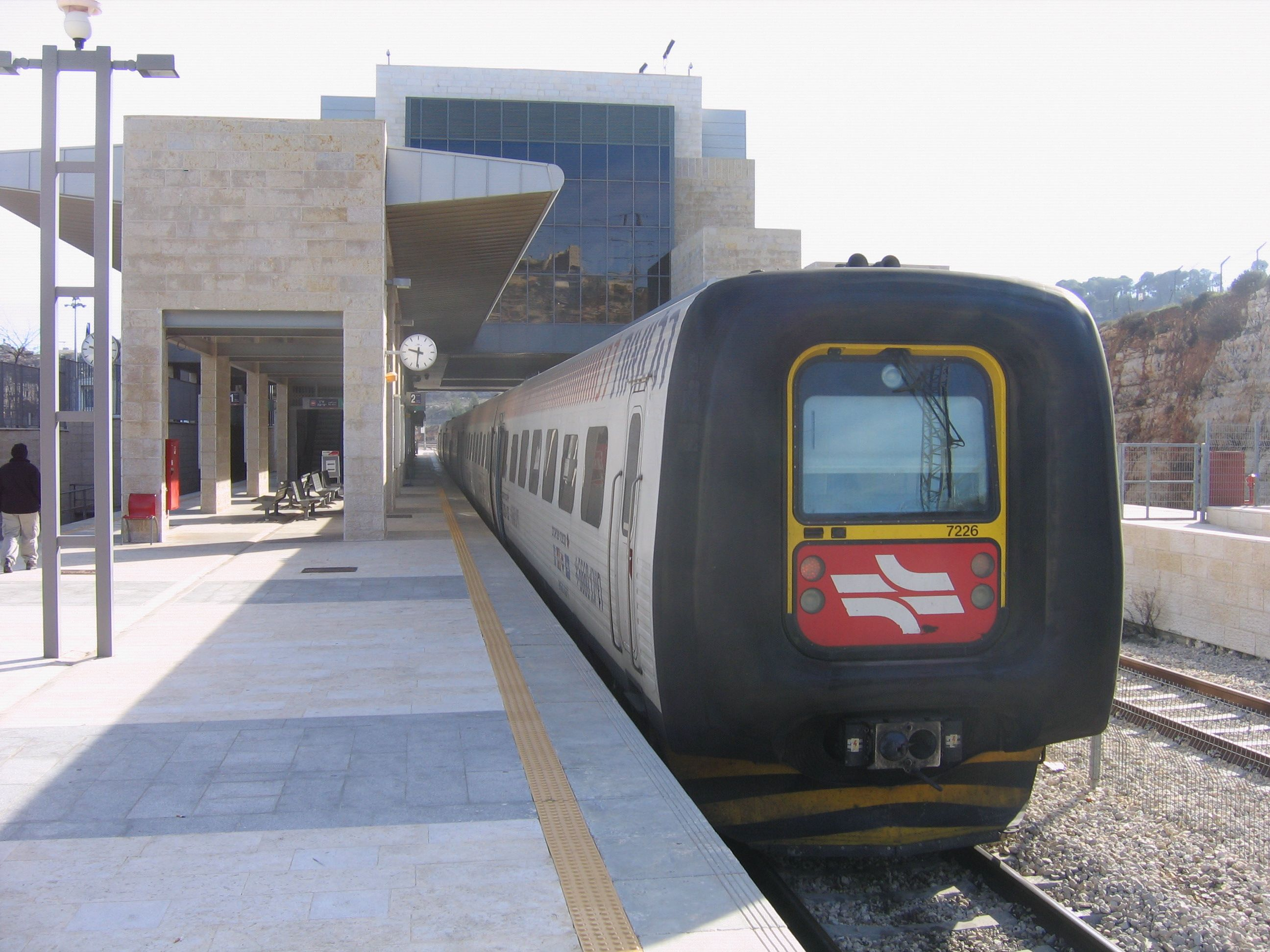
Поезд на платформе №1.